# Гризіма (герб)
Гризіма (інші назви: Борек, Борк, Гризіна, Грижина, Лупус (з латини - вовк), Вовки; пол. Gryzima, Borek, Bork, Gryzina, Gryżyna, Lupus, Wilki) — шляхетський герб німецького походження. Вживався в основному в Великипольщі.

## Опис герба
Каспер Несецький, посилаючись на працю Бартоша Папроцького «Гніздо чесноти», так описував герб:
Повинні бути три лисиці білі в червоному полі, наче одна поруч одної йшли, на шоломі три пера страуса. Однак автор сам собі перечить, тому що в його книзі лисиці біжуть вправо на щиті, а в «Гнізді чесноти» — вліво. З Німеччини той герб принесений до Польщі, що підтверджується тим, що в пам'ятній перемозі під Грюнвальдом, наші лицарі захопили їхні дві хоругви, на одній була червона лисиця в білому полі: була то хоругва командора з міста Балґа, під якою воювали хрестоносці та наймані жовніри, ширина її була три, а довжина три з четвертю ліктів. На другій хоругві була біла лисиця з роззявленим писком, в червоному полі, під нею воювали швейцарці.

Опис згідно з класичними правилами блазонування:
У полі червоному три крокуючі вправо лиси срібні, у стовп. 
У клейноді, над шоломом у короні, три пера страуса. Намет червоний, підбитий сріблом.

## Історія
Найдавніша печатка відома з 1386 року. Це печатка Анджея та Миколая Пташковських, хоча на ній є лише два вовки. Найдавніші письмові джерела датуються 1512 роком.

## Роди
Борки (Bork), Борковичі (Borkowicz), Борковські (Borkowski). 
Везембурги (Wezemburg), Вільські (Wilski), Влощковські (Włoszczkowski).
Гостинські (Gostyński), Гризинські (Gryzyński), Гризіми (Gryzima), Гризінські (Gryziński), Грудзинські (Grudziński).
Дудзицькі (Дудицькі) (Dudzicki). 
Лисицькі (Lisicki), Лінчі (Lincz).
Малинські (Maliński), Мендзиходські (Międzychodzki).
Осецькі (Osiecki).
Пашковські (Paszkowski), Пташковські (Ptaszkowski).
Старжинські (Стажинські) (Starzyński).
Яшковські (Jaszkowski).